# Trở về ngày yêu ấy
Trở về ngày yêu ấy (tên tiếng Thái: เหมือนเราเคยรักกัน / Ruk Yon Welah) là bộ phim truyền hình Thái Lan năm 2020. Phim được mua bản quyền từ bộ phim Đài Loan Nơi Tình Yêu Bắt Đầu của Đài Loan do Ngụy Mạn và Diêu Nguyên Hạo thủ vai. Phim chiếu trên Kênh OneHD và được phụ đề song song trên FPT Play.

## Diễn viên
- Nawat Kulrattanarak as Win Nathiprasert
- Esther Supreeleela as Janaree "Jane" Sinsawet
- Pichaya Nitipaisalkul as "Tae"/ Taewit
- Tanatat Chaiyaat as Rashanee / Ratchain Nathiprasert - em họ Win
- Pantila Pansirithanachote as Nalisa "Lisa" Thanmat - chị kế Jane
- Rueangrit Siriphanit as Bank - trợ lý Win
- Janistar Phomphadungcheep as Thorpad "Pad" - bạn Jane
- Montri Janeaksorn as Eakawuth / "Wut" Nathiprasert - bố của Win
- Dilok Thong wattana as Puthipat "Pat" Nateeprasert - bố Ratchain, chú Win
- Oliver Pupart as Pawit - bố Jane & Lisa
- Pawinar Chaleewsakul as Rinrada - mẹ riêng Lisa, vợ trước Pawit
- Rungthong Ruamthong as Jinthana "Na" - mẹ riêng Jane, vợ sau Pawit
- Kathaleeya McIntosh as Thần nước

## Ca khúc nhạc phim
- เหมือนเราเคยรักกัน / Meuan Rao Koey Ruk Gun - Neung Apiwat
- คู่ชีวิต / Koo Cheewit - COCKTAIL
- ทั้งที่ผิดก็ยังรัก / Tung Tee Pid Gaw Young Ruk - AB Normal
- ปล่อย / Bploy - NUM KALA

## Rating
- Tập 1: 0.87
- Tập 2: 0.84

- Tập 3: 0.82
- Tập 4: 0.80
- Tập 5: 0.66
- Tập 6: 0.70
- Tập 7: 1.04
- Tập 8: 1.44
- Tập 9: 1.06
- Tập 10: 0.93
- Tập 11: 1.03
- Tập 12: 1.08
- Tập 13: 1.04
- Tập 14: 1.17
- Tập 15: 1.12
- Tập 16: 1.53
- Tập 17: 1.34
- Tập 18: 1.42
- Tập 19: 0.92
- Tập 20: 0.99
- Tập 21: 1.04
- Tập 22: 1.35

Trung bình: 1.05 (đứng thứ 9 Lakorn OneHD 2020)